# William Granzig

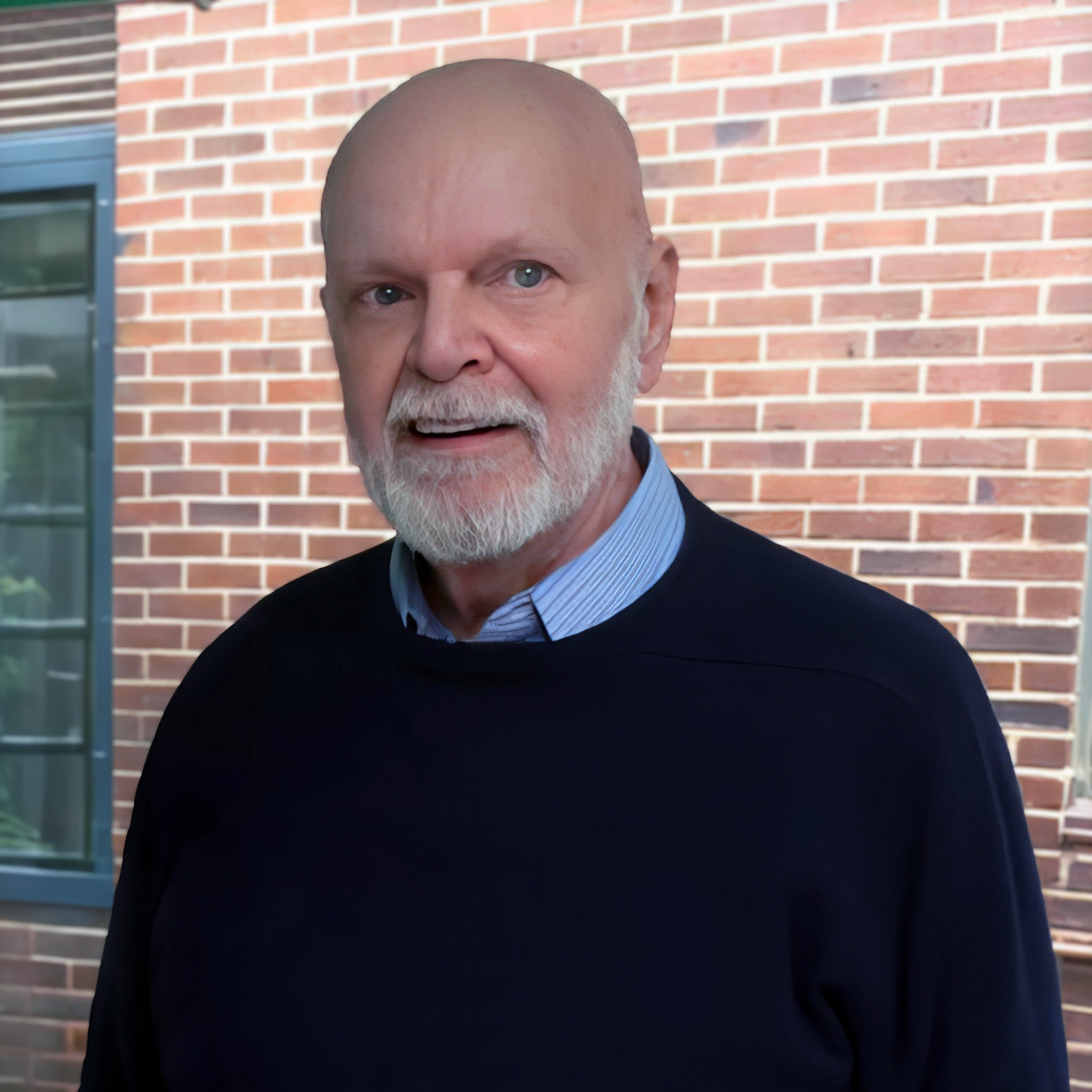
William Granzig

William Granzig (* 13. Juli 1939; † 16. November 2019) war ein US-amerikanischer Sexualwissenschaftler.

## Leben
Granzig war Präsident der American Academy of Clinical Sexologist in Florida, dessen Gründungsmitglied er auch war, und Gründungspräsident des American Board of Sexology. Davor war er Präsident der American Association of Sexuality Educators and Therapists und Präsident des VI. World Congress of Sexology.
Von der Deutschen Gesellschaft für Sozialwissenschaftliche Sexualforschung, wo er Mitglied des Internationalen Kuratoriums war, wurde er 2002 mit der Magnus-Hirschfeld-Medaille ausgezeichnet.
Sein Studium absolvierte er an der Loyola University Chicago, wo er seinen Ph.D. erhielt.

## Veröffentlichungen
- An Analysis of the Structures of Social Foundations of Education. Chicago IL 1971, (Chicago IL, Loyola University of Chicago, Dissertation, 1971).
- Mit Ellen Peck: The Parent Test. How to Measure and Develop Your Talent for Parenthood. Putnam, New York NY 1977, ISBN 0-399-12030-0.